# 크리스 크리스티

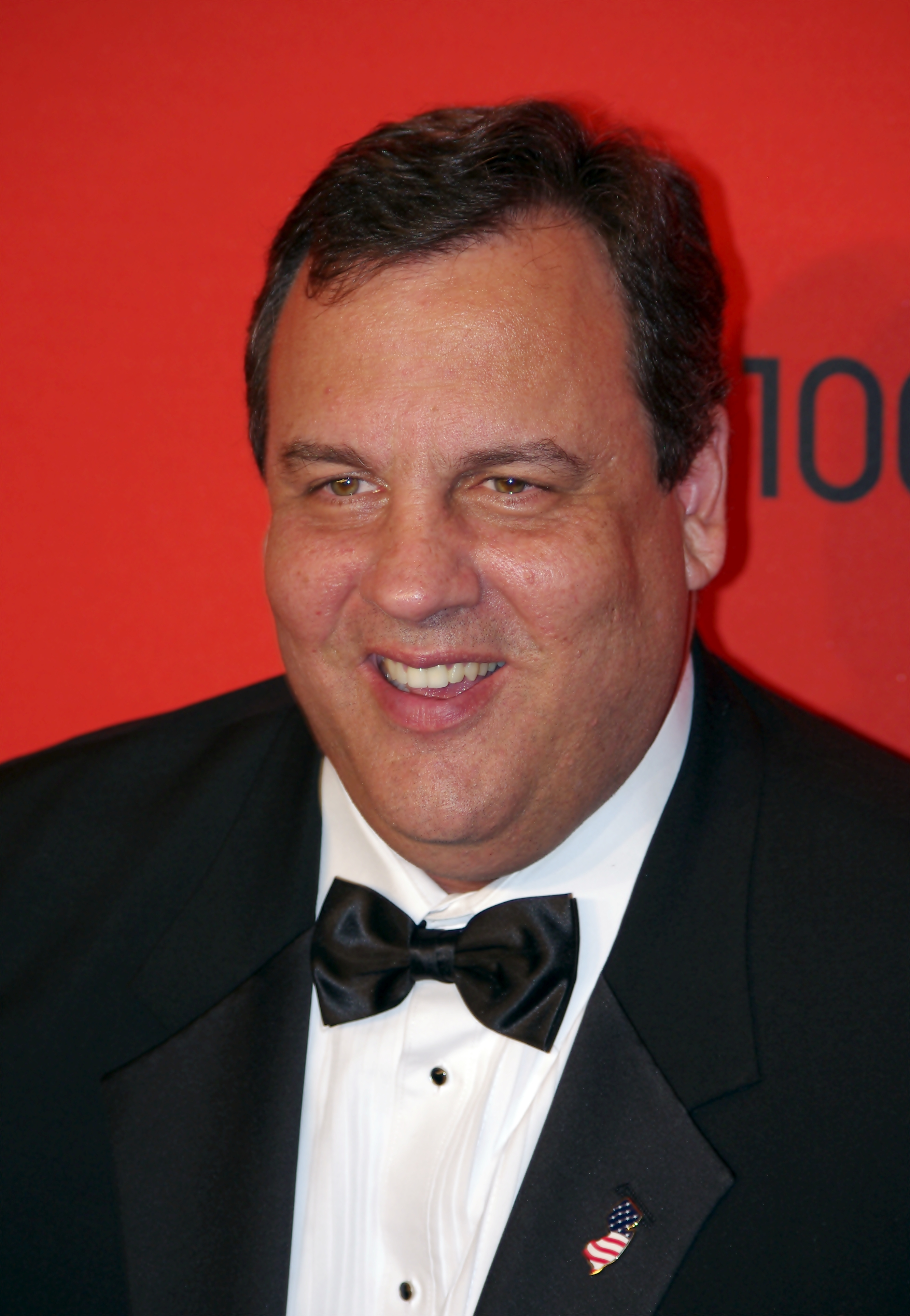
크리스 크리스티

크리스토퍼 제임스 "크리스" 크리스티(영어: Christopher James "Chris" Christie, 1962년 9월 6일 ~ )는 미국의 정치인이다.
뉴저지주 출신이며, 델라웨어 대학교와 시턴홀 대학교를 졸업한 후 변호사 자격을 얻었다. 변호사·로비스트로 활동했으며, 공화당 소속으로 정치활동을 했다. 2002년 1월 ~ 2008년 뉴저지주 지방법원장을 지냈다. 2009년 뉴저지 주지사 선거에 공화당 소속으로 출마, 당선되어 2010년 1월부터 2018년 1월까지 뉴저지 주지사로 재직한 적이 있다.

## 역대 선거 결과
| 선거명      | 직책명                            | 대수 | 정당   | 득표율 | 득표수      | 결과 | 당락                                      |
| ----------- | --------------------------------- | ---- | ------ | ------ | ----------- | ---- | ----------------------------------------- |
| 1996년 선거 | 자유보유자 위원회 (뉴저지 선거구) | -대  | 공화당 | 22.82% | 78,653표    | 1위  | 모리스 카운티 자유보유자 위원회 위원 당선 |
| 2009년 선거 | 뉴저지 주지사                     | 55대 | 공화당 | 48.46% | 1,174,445표 | 1위  | 뉴저지 주지사 당선                        |
| 2013년 선거 | 뉴저지 주지사                     | 55대 | 공화당 | 60.30% | 1,278,932표 | 1위  | 뉴저지 주지사 당선                        |